# Perfect (musikgrupp)
Perfect är ett polskt rockband bildat i Warszawa år 1977. Bandet består av de fem medlemmarna Grzegorz Markowski, Dariusz Kozakiewicz, Piotr Urbanek, Jacek Krzaklewski och Piotr Szkudelski. Ingen av de nuvarande medlemmarna var med och grundade bandet. Av de nuvarande medlemmarna har både Markowski och Szkudelski varit med längst då de gick med år 1994.
Bandet grundades av fem andra personer. Dessa var Wojciech Morawski, Zdzisław Zawadzki, Paweł Tabaka, Ewa Konarzewska och Basia Trzetrzelewska.
De släppte sitt senaste studioalbum XXX den 5 november 2010. Från albumet släpptes singlarna "Raz po raz (straszą nas)", "Hej, ty" och "Czy to ja?" mellan 2010 och 2011. Dessa var gruppens första singlar sedan 2004.

## Diskografi

### Studioalbum
- 1981 - Perfect
- 1982 - UNU
- 1994 - Jestem
- 1997 - Geny
- 1999 - Śmigło
- 2004 - Schody
- 2010 - XXX

### Livealbum
- 1983 - Live
- 1987 - Live April 1'1987
- 1994 - Katowice Spodek Live '94
- 1998 - Suwałki Live '98
- 2001 - Live 2001
- 2007 - Perfect - Trójka Live
- 2009 - Z Archiwum Polskiego Radia vol. 20 - Perfect

### Samlingsalbum
- 1989 - 1981-1989
- 1991 - 1977-1991
- 1993 - 1971-1991 Historie Nieznane
- 1995 - Ballady
- 1998 - Gold
- 1998 - Złote Przeboje
- 1999 - Platynowa Kolekcja
- 1999 - Perfect: Twoja Era Muzyki
- 2000 - Solidex
- 2002 - Perfect Symfonicznie
- 2004 - Perfect dla Polpharmy
- 2007 - Perfect Symfonicznie – Platinum